# Peter Christoph von Zitzewitz
Peter Christoph von Zitzewitz (* 19. Juli 1721 in Lojow; † 13. Januar 1800 auf Gut Labehn) war ein preußischer Generalmajor.

## Leben

### Herkunft

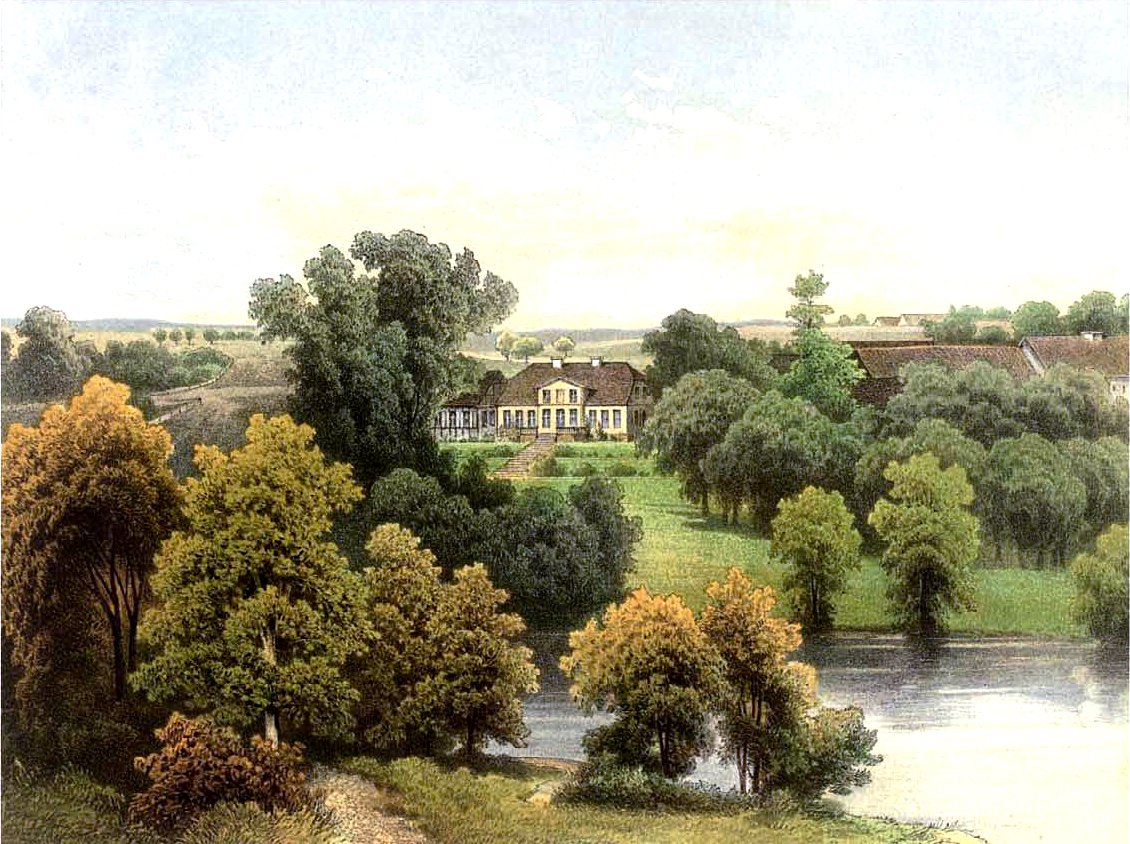
Rittergut Labehn um 1860, Sammlung Alexander Duncker

Peter Christoph von Zitzewitz entstammte dem Adelsgeschlecht derer von Zitzewitz. Er war der Sohn von Peter Friedrich von Zitzewitz (1689–1736), Herr auf Dumröse, Lojow und Labehn und dessen Ehefrau Barbara Cordula, geborene von Hoym aus dem Haus Poblotz. Auch sein Bruder Johann Boguslaw von Zitzewitz (1724–1803) schlug die Militärlaufbahn ein und wurde später Generalmajor.

### Laufbahn
Zitzewitz trat 1734 als Gefreiterkorporal in das Infanterieregiment „von Grumbkow“ Nr. 17 ein. 1738 wurde er Fähnrich, nahm an beiden Schlesischen Kriegen teil und kämpfte bei Chotusitz und Hohenfriedberg. Bei Soor wurde er verwundet und am 3. Oktober 1745 zum Premierleutnant befördert. Zu Beginn des Siebenjährigen Krieges war er Stabskapitän. In der Schlacht bei Lobositz am 1. Oktober 1756 wurde er abermals verwundet. Für die Schlacht bei Prag wurde er mit dem Pour le Mérite ausgezeichnet und ein Jahr später Kapitän und Kompaniechef. Im Kriegsverlauf nahm er an den Schlachten bei Kolin (verletzt), Torgau und Freiberg, dem Gefecht von Neustadt sowie den Belagerungen von Neisse und Brieg teil. 1760 folgte die Beförderung zum Major sowie 1761 zum Oberstleutnant. Als solcher wurde Zitzewitz am 8. Mai 1768 Kommandeur des Infanterieregiments „von Rosen“ Nr. 17. Am Bayerischen Erbfolgekrieg beteiligte er sich als Oberst, wurde am 4. Juni 1780 zum Generalmajor ernannt und kurz darauf Chef des Infanterieregiments „von Kleist“ Nr. 36. Im April 1785 nahm Zitzewitz krankheitsbedingt mit einer jährlichen Pension von 1500 Talern seinen Abschied und zog sich auf seinen Besitz in Pommern zurück. Dort verstarb er auf Gut Labehn.
Bereits im Jahre 1766 hatte er das Gut Klein Gluschen erworben.

### Familie
Zitzewitz war seit 1765 mit Esther Agnese, geborene von Puttkamer (1732–1797) verheiratet. Aus der Ehe gingen die Söhne Gustav Friedrich Georg (* um 1768, † 1777) sowie Friedrich (jung gestorben) hervor.